# Pintura anticorrosiva

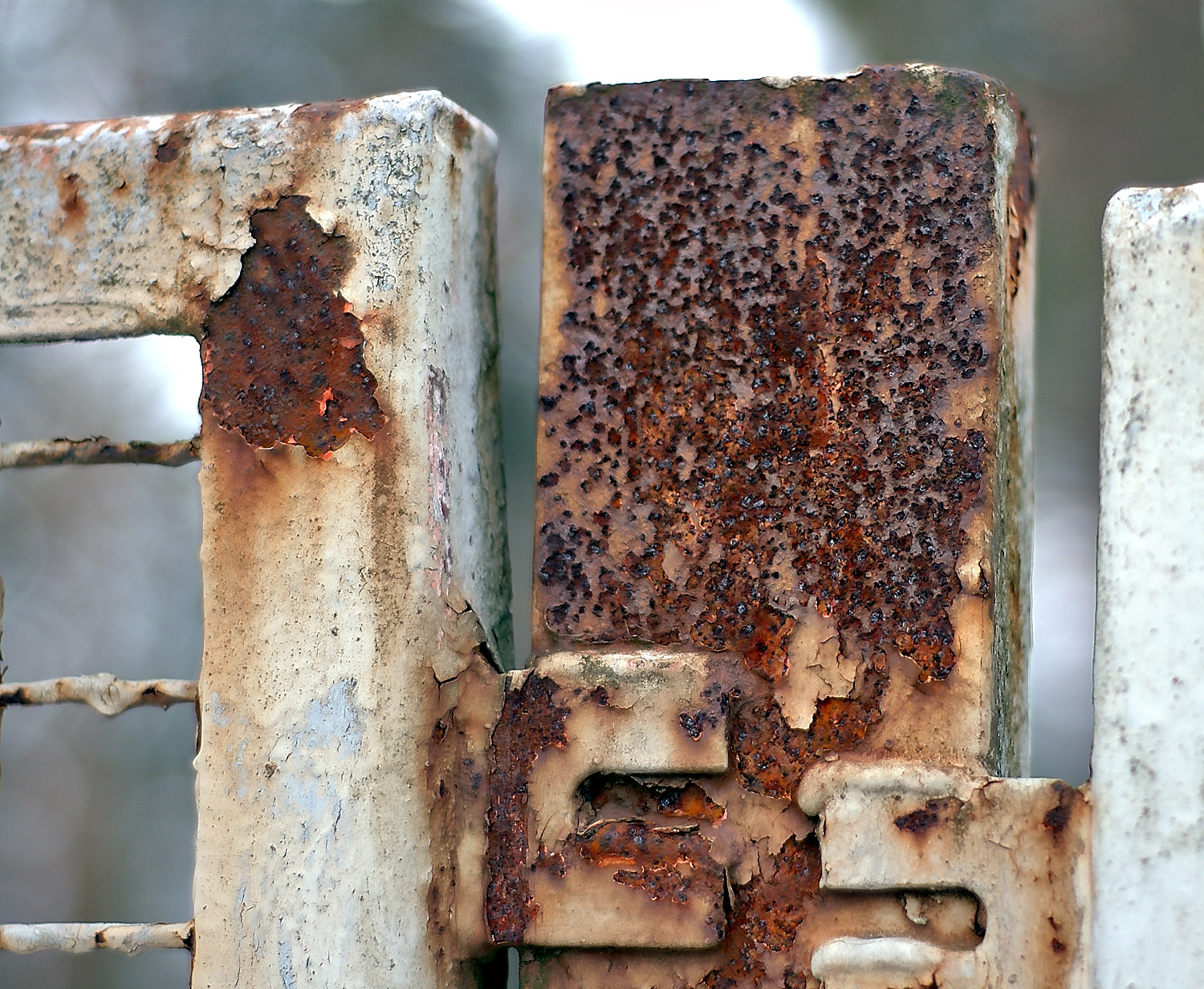
Reja oxidada.

La pintura anticorrosiva es una base o primera capa de imprimación de pintura que se ha de dar a una superficie, que se aplica directamente a los cuerpos de acero, y otros metales. Para ello puede usarse un proceso de inmersión o de aspersión, (dependiendo del funcionamiento de la planta de trabajo y de la geometría de la estructura). Éste tiene el propósito principal de inhibir la oxidación del material, y secundariamente el de proporcionar una superficie que ofrezca las condiciones propicias para ser pintada con otros acabados, esmaltes y lustres coloridos. 
La pintura anticorrosiva generalmente se presenta de color rojo “ladrillo” o naranja rojizo, aunque también se encuentran en color gris y en negro. El color rojizo, (encontrado comúnmente en vigas, por ejemplo) toma su pigmentación del óxido de hierro que es empleado como componente en su elaboración. En algunos lugares, a esta película anticorrosiva, se la ha llamado 'minio' (tetróxido de plomo) cuando su función es, principalmente la de evitar la degradación del hierro.
Esta pintura anticorrosiva se constituye por componentes químicos básicos tales como el silicato de sodio (que inhibe la corrosión), y el EDTA (un secuestrante activo) y tiene la primordial función de proteger el acero (y otros metales como el hierro), y para ello, no sólo se adhiere a la superficie, sino que procura reaccionar químicamente con la superficie metálica con la que toma contacto para modificarla y compenetrarse químicamente. Con los avances de la bioquímica, la susodicha pintura es cada vez más sofisticada, de mejor calidad, con un secado más rápido y capaz de actuar sobre una mayor cantidad y variedad de metales, así como en general un proceso de pintado anticorrosivo más fiable y fácil de los componentes de acero.